# Усівська сільська рада (Овруцький район)
Усівська сільська рада — колишня адміністративно-територіальна одиниця та орган місцевого самоврядування у Словечанському і Овруцькому районах Коростенської і Волинської округ, Київської й Житомирської областей Української РСР та України з адміністративним центром у с. Усове.

## Населені пункти
Сільській раді були підпорядковані населені пункти:
- с. Усове
- с. Кованка
- с. Нова Рудня
- с. Переброди
- с. Червонка

## Населення
Кількість населення ради станом на 1923 рік становила 993 особи, кількість дворів — 217.
Кількість населення сільської ради станом на 1924 рік становила 817 осіб.
Відповідно до результатів перепису населення СРСР, кількість населення ради станом на 12 січня 1989 року становила 833 особи.
Станом на 5 грудня 2001 року, відповідно до перепису населення України, кількість мешканців сільської ради становила 532 особи.

## Склад ради
Рада складалася з 12 депутатів та голови.

### Керівний склад сільської ради
| ПІБ                         | Основні відомості                                                         | Дата обрання | Дата звільнення |
| --------------------------- | ------------------------------------------------------------------------- | ------------ | --------------- |
| Мінич Валентина Анатоліївна | Сільський голова, 1980 року народження, освіта, позапартійна              | 26.03.2006   | 22.01.2007      |
| Сичевська Тамара Дем'янівна | Сільський голова, 1975 року народження, освіта, позапартійна              | 17.06.2007   | 31.10.2010      |
| Сичевська Тамара Дем"янівна | Сільський голова, 1975 року народження, освіта вища, член Партії регіонів | 31.10.2010   |                 |

Примітка: таблиця складена за даними джерела

## Історія
Створена 1923 року в складі сіл Нова Рудня, Переброди та Усове Словечанської волості Овруцького повіту Волинської губернії. 18 лютого 1923 року, відповідно до рішення Волинської ГАТК (протокол № 1 «Про об'єднання населених пунктів у сільради, зміну складу і центрів сільрад»), підпорядковано села Зелене та Шибенне Жидівської сільської ради Словечанської волості. У 1926 році с. Зелене передане до складу Листвинської сільської ради Словечанського району, с. Шибенне не перебувало на обліку населених пунктів. На 17 грудня 1926 року в підпорядкуванні ради значилися хутори Горілий Міст, Гуща, Кончаківський та Народицький, які на 1 жовтня 1941 року не перебували на обліку населених пунктів.
Станом на 1 вересня 1946 року сільська рада входила до складу Словечанського району Житомирської області, на обліку в раді перебували села Нова Рудня, Переброди та Усове.
11 серпня 1954 року, відповідно до указу Президії Верховної ради Української РСР «Про укрупнення сільських рад по Житомирській області», підпорядковано села Кованка та Червонка ліквідованої Кованської сільської ради Словечанського району.
На 1 січня 1972 року сільська рада входила до складу Овруцького району Житомирської області, на обліку в раді перебували села Кованка, Нова Рудня, Переброди, Усове та Червонка.
Ліквідована 8 листопада 2017 року через об'єднання до складу Словечанської сільської територіальної громади Овруцького району Житомирської області.
Входила до складу Словечанського (7.03.1923 р.) та Овруцького (30.12.1962 р.) районів.